# Magdalena Suarez Frimkess
Magdalena Suárez Frimkess (Caracas, Venezuela,1929) es una artista y ceramista venezolana.

## Biografía
Suárez ingresó en un orfanato a la edad de siete años, después de perder a su madre por tuberculosis, ya que su padre no podía mantenerla. Durante su estancia en el orfanato de Caracas, descubrió su amor por la pintura. Luego se matriculó en la Escuela de Artes Plásticas donde la animaron para que siguiera su carrera artística. Cuando tenía dieciocho años conoció a su primera pareja, un hombre casado y separado con el que se trasladó a Chile y tuvo dos hijos.Tras la crianza de los hijos, se matriculó en la Universidad Católica de Santiago de Chile para estudiar pintura y escultura.
Más tarde consiguió una beca para estudiar en el Clay Art Center de Nueva York, ciudad a la que se trasladó y donde conoce al artista y ceramista Michael Frimkess, quien se convierte en su  marido. La pareja se traslada a Venice, California, para colaborar y trabajar juntos.

## Obra
Suárez crea personajes de dibujos animados, jarrones y tazas que parecen esculturas y que a menudo incluyen lemas y anuncios. Una de sus obras más conocidas  es la de Popeye, Mickey y Minnie Mouse y otros personajes de Disney. La mayor parte de la obra de Suárez es de pequeño formato. Durante su estancia en la escuela de cerámica, solían considerarla poco convencional con piezas más decorativas que funcionales. En su obra también incorpora imágenes aztecas y mayas.
Aunque Suárez y Frimkess ocasionalmente trabajaron juntos durante la década de los sesenta, en 1971, tras diagnosticarle a  Frimkess esclerosis múltiple, su colaboración se hizo más estrecha. Juntos han realizado varias exposiciones, una de ellas en el Museo Hammer. La primera exposición individual de Suárez se celebró en 2013, cuando ella tenía 84 años, en la galería South Willard de Los Ángeles, California.Al año siguiente su obra se expuso por primera vez individualmente en White Columns de Nueva York. The New Yorker describió las obras expuestas allí como "deliciosamente interesantes (...) construidas con naturalidad y esmaltadas con belleza". 

## Exposiciones
- Louis Stern Fine Arts, West Hollywood: Vessels of Satire: The Art of Magdalena and Michael Frimkess, (2000-2001).
- South Willard gallery, Los Angeles:
  - Magdalena Suarez Frimkess, 2013.
  - Magdalena Suarez Frimkess: New York, 2018.
  - Magdalena Suarez Frimkess: Stoneware and Drawings, 2020.
  - Magdalena Suarez Frimkess: 90, 2021.
- David Kordansky Gallery, Los Angeles: Grapevine ~, 2013.
- White Columns gallery, New York City: 
  - The Cat Show, 2013.
  - Project Room: Magdalena Suarez Frimkess, 2014.
  - Looking Back, 2015.
- The Hammer Museum, Los Angeles: Magdalena Suarez Frimkess and Michael Frimkess: Made In L.A., 2014.
- The Nevica Project gallery, Chicago y Kansas City: The Frimkess Collection, 2016-2017.
- Kaufmann Repetto gallery, Milan:
  - Magdalena Suarez Frimkess, 2016.
  - Magdalena Suraez Frimkess, 2017.
  - Magdalena Suraez Frimkess: artificies instables, histoires de ceramiques, 2021.
  - Magdalena Suarez Frimkess: drawings, 2021-2022.